# Mengin Le Clerc
Mengin Le Clerc, né vers 1450 à Nancy et mort en 1510 à Nancy, est un important négociant, tabellion-juré de la ville de Nancy, qui prend la fonction de gouverneur de Nancy en 1498-1499. Il est seigneur de nombreux fiefs et laisse un héritage important à ses deux fils. Et tant que maitre de la monnaie de Nancy, une partie de ses descendants vont être des trésoriers des ducs de Lorraine, puis des rois de France.

## Famille

Blason de ses fils

Mengin Le Clerc est le fils de Jehan Leclerc (vers 1410-1465), bourgeois de Nancy en 1429, anobli le 3 janvier 1464 par Jean II de Lorraine. Après sa victoire sur les Messins, le duc Charles II de Lorraine demeure dans la maison qui deviendra celle de Jehan Leclerc, juré, ancêtre de la famille Le Clerc. Lors d'un procès entre Guiot Poignant, le mareschault d'Aspremont et Henri d'Ogéviller, seigneur de Domrémy-la-Pucelle et de Greux, ainsi que des habitants desdits villages, il agit en leur nom et est leur procureur.

## Biographie

### Un négociant très dynamique

Carte de la France et de la Lorraine en 1477

Mengin Le Clerc apparaît dans les Certifikatieboeke d'Anvers en 1497. Il est le premier à commercer avec les négociants anversois et il le fait régulièrement depuis 1487. Il est maître juré des merciers de Nancy en 1499.

### Maître de la monnaie de Nancy
Mengin Le Clerc est nommé tabellion-juré de la ville de Nancy le 6 juin 1484.
Le 24 février 1489, mandement au receveur général qu’il délivre et paie à Mengin Le Clerc, maistre de la monnaie de Nancy, la somme de vingt huit florins d’or pour un cheval de poil boiard que Monseigneur le duc René II de Lorraine a prins de lui pour donner à Gaillebardet, créau (page) . Soutenue par la fécondité des mines d'argent des Vosges, la Monnaie de Nancy traverse une période d'intense activité au XVe et au XVIe siècle. Elle est dirigée par un entrepreneur privé sur lequel s'exerce un contrôle vigilant et occupe des hommes et des femmes réunis au sein du serment de Lorraine qui garantit un certain nombre de privilèges.

### Gouverneur de Nancy
Mengin Le Clerc devient gouverneur de Nancy, en 1498-1499, comme tous les premiers commis de ville. Mais après lui les commis de ville, institués en 1497, ne disparaîtront pas, mais leurs fonctions seront beaucoup amoindries et ils ne joueront plus qu'un rôle tout à fait secondaire.
Néanmoins, il figure sur plusieurs documents comme gouverneur de Nancy et a certainement des pouvoirs très étendus :  Deuxième compte des receptes et despences faictes par les quatre gouverneurs de Nancey, assavoir : Mengin le Clerc, le prévost Colignon, Girart le chaussetier et Estienne Vilain, des ouvrages et réparacions de Nancey...  Et plus bas : Pour la Court. Les quatre jurez de Nancey pour l'année finye à la Magdaleine mil iiijc iiij" dix-neuf. 
D'où il résulte : 
- que, dans l'origine, les commis de ville prenaient indistinctement la qualité de gouverneurs, parce que, suivant une expression usitée alors, ils avaient le gouvernement de la cité ; et celle de jurés, sans doute parce qu'ils prêtaient serment, entre les mains du prince, à leur entrée en charge ;
- qu'ils étaient chargés des fonctions de receveurs ;
- enfin, qu'ils rendaient leurs comptes à la Cour, c'est-à-dire à la Chambre des Comptes de Lorraine, qui avait mission de les contrôler.[9].

### Seigneur de différents lieux

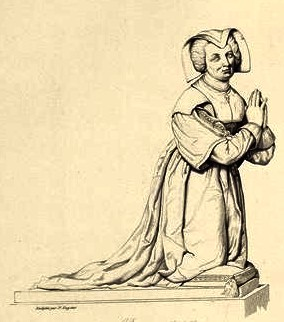
Statue de Chrestienne Leclerc du Vivier (Louvre), l'une de ses arrière-petites-filles.

Le 6 janvier 1508, Andreu de Marches vend à Mengin Le Clerc, bourgeois de Nancy, un bois situé près de sa seigneurie de Méréville. Mengin Le Clerc semble avoir considérablement enrichi sa famille. Alors que son père n’est cité que comme coseigneur de Pulligney, lui est seigneur ou coseigneur de Pulligny, Ceintrey, Voinémont, Malaucourt-sur-Seille, Chamagne, Érize-Saint-Dizier Saint-Dizier et Roville. Il possède entre autres à Nancy des maisons et des terrains situés entre la rue Neuve et la rue de Grève, la rue Saint-Nicolas, la ruelle des Capucins, la rue du général Drouot, qui seront achetés en partie à ses petits-enfants en 1624 pour fonder l’abbaye de Notre-Dame de la Consolation. Ses petits-enfants vont occuper des charges importantes ou pour les filles se marier avec de riches et puissants, ce qui se suppose des dots importantes.
Le 10 novembre 1508, il y a accord entre la dame de Buzy, veuve de sire de Laroche, chevalier et Mengin Le clerc, marchand à Nancy, au sujet de la terre et seigneurie de Pulligney, appartenant au dit feu George de la Roche et assignée en douaire à sa veuve. La sentence est arbitrale. Les Le Clerc sont donc encore des marchands qui achètent des terres aux familles seigneuriales.

### Mariage et descendance
--->> Section à supprimer (à fusionner dans l'article Famille Le Clerc) <<---
- Claude Leclerc de Pulligny (ca 1485-1562)[12],
- Thierry Le Clerc de Roville (ca 1490-?).

Claude et Thierry, frères, fils de Mengin Le Clerc et de Mengette.
```
Jehan Leclerc (ca 
1410
-
1465
) 

 x ?
 |
 | → 
Mengin Le Clerc
 (ca 
1450
-
1510
) 

      x Mengette N
      |
      | →Thierry Le Clerc de 
Roville
 (ca 
1490
-
?
) 
[
13
]
.
      |    x ?
      |    |
      |    | →Pierre Le Clerc de 
Roville
 (ca 
1540
-
?
) 
[
14
]
.  
      |    |      x Alix de Billy (ca 
1550
-
?
)
      |    |      |
      |    |      | → Marguerite Le Clerc de 
Roville
 (ca 
1570
-après 
1606
) 
[
15
]
.
      |    |          x 
1592
 Nicolas de Gondrecourt (ca 
1560
-
1633
) 
[
16
]
.
      |    |      |
      |    |      |     ... → 
Descendance Gondrecourt... 
 

      |
      | →  
Claude Leclerc de Pulligny
 (ca 
1485
-
1562
) 

            x Catherine de Trèves de 
Xirocourt
 (ca 
1515
-
1581
), sœur de 
Gilles de Trèves
 

            |
            | → Claudon Le Clerc (
1535
-
1603
) (

            |     x 1546 Nicolas de Lescut de Saint Germain (ca 
1505
-
1581
)
            |
            | → Barbe Le Clerc (
1536
-
1585
) 

            |     x 1554 Jean de Lescut de Saint Germain (
1505
-
1581
)
[
17
]
.
            |     |
            |     |    ... → 
Descendance de Rennel, de Rutant, de Bermand... 

            |
            | →(hyp) Jean Le Clerc (
1538
-
?
)
[
18
]
.
            |     x 1567 Élisabeth Champenois de Nogent
[
19
]
.
            |
            | → Marie Le Clerc (
1541
-
?
) 
[
20
]
.
            |      x Nicolas Humbelot 
1520
-
1560
)
[
21
]
.
            |      |
            |      |    ... → 
Descendance Humbelot... 

            |
            | → 
Pierre Leclerc du Vivier
 (
1530
-
1598
)

            |      x 1561 Anne Fériet de 
Varangéville
 (
1540
-
1612
)

            |
            | → 
Claude II Leclerc de Pulligny
 (ca 
1485
-
1562
)

            |      x (1) 1580 Claudon Galland de Pulligny (
1552
-
1582
)
[
22
]
.
            |      x (2) 1583 Claudon Mengin de Pulligny (
1550
-
1626
)
[
23
]
.
```